# The Mantle of Red Evans
The Mantle of Red Evans è un cortometraggio muto del 1912 diretto da Marshall Stedman.

## Produzione
Il film fu prodotto dalla Selig Polyscope Company.

## Distribuzione
Distribuito dalla General Film Company, il film - un cortometraggio di una bobina - uscì nelle sale cinematografiche statunitensi il 3 dicembre 1912.